# 孟买证券交易所

孟買證券交易所於2023年6月前使用的標誌

孟买证券交易所（羅馬化：Mumbaī Śheyar Bājār，旧名The Stock Exchange, Mumbai；俗称The Bombay Stock Exchange或BSE）是亚洲最古老的证券交易所，位于印度孟买，有孟買華爾街或印度的紐約之稱。
孟买证券交易所成立于1875年，目前為全球第7大證券交易所，市值達5兆美元（截至2024年5月）。